# National Hockey League

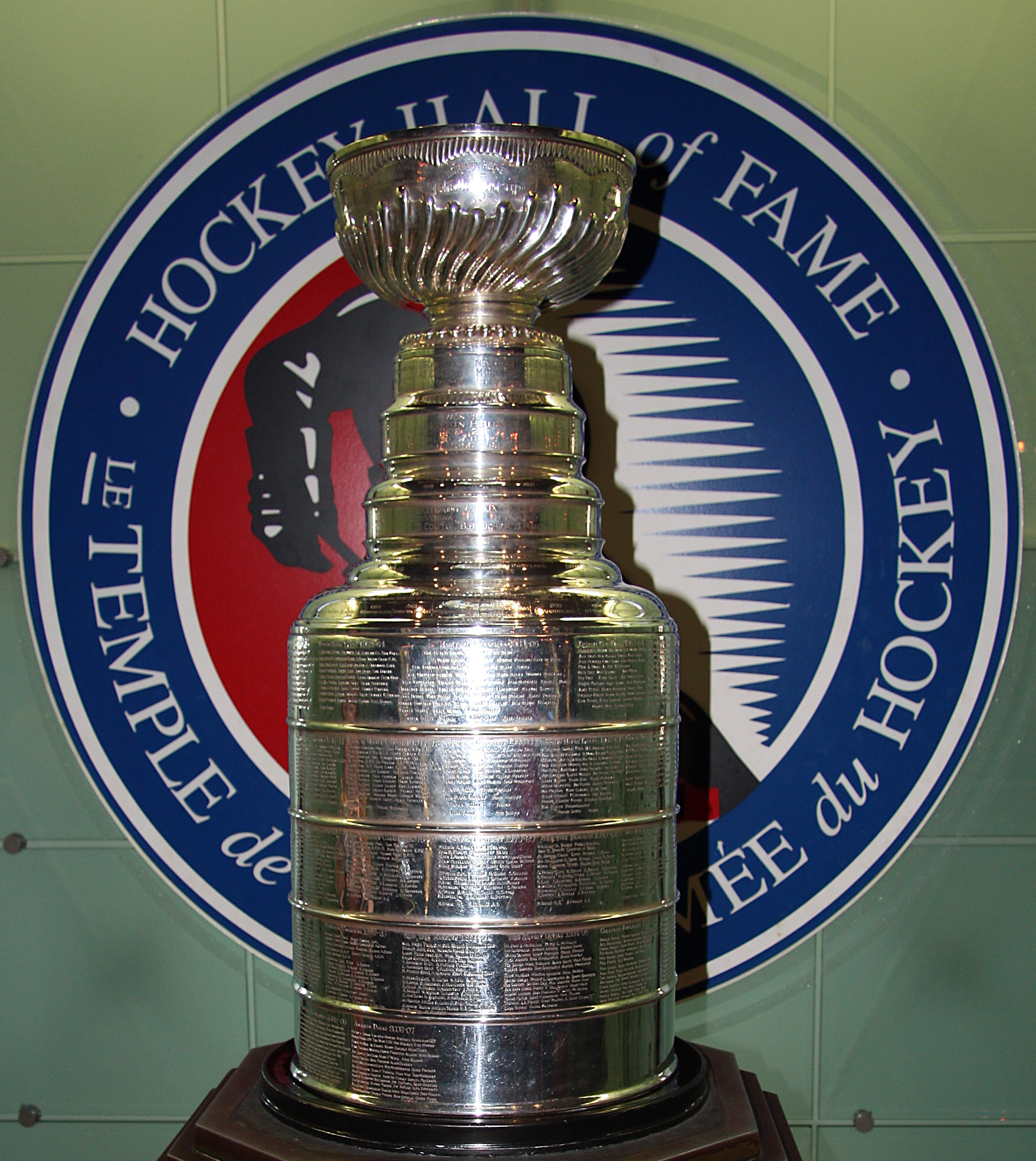
Cupa Stanley

Liga Națională de Hochei sau LNH (en. : National Hockey League - NHL) este o asociație sportivă profesionistă nord-americană care regrupează francizele hocheiului pe gheață din Canada și Statele Unite ale Americii. Nivelul de joc al acestei ligi este adesea considerat printre cele mai bune din lume. Jucătorii care o compun au fost mult timp, în mare majoritate, de origine canadiană, apoi nord-americană. O dată cu trecerea timpului, alte naționalități de jucători s-au adăugat listei și, chiar dacă cei mai mulți rămân canadienii, mai multe țări sunt reprezentate.
NHL se desfășoară în fiecare an între octombrie și iunie pe parcursul a două faze distincte: sezonul regulat, în cursul căruia fiecare echipă joacă cu fiecare, și faza eliminatorie care se desfășoară între cele mai bune formații din prima fază. O întâlnire între două echipe, în faza eliminatorie, se dispută pe parcursul mai multor meciuri, iar câștigătoarea finalei primește Cupa Stanley, cel mai vechi trofeu de sport profesionist din America de Nord.
Liga națională de hochei a fost creată la 26 noiembrie 1917 după o întâlnire a Asociației naționale de hochei la hotelul Windsor din Montreal. Proprietarii echipelor Montreal Canadiens, Montreal Wanderers, Ottawa Senators, Québec Bulldogs și Toronto Arenas au decis crearea unei noi ligi excluzându-l pe Edward J. Livingston, proprietarul echipei Toronto Blueshirts. În primii 25 de ani, NHL a avut un număr variabil de echipe ajungând până la 10 echipe între anii 1926 și 1931. Marea criză economică din 1929 a slăbit finanțele francizelor din NHL care s-au închis una după alta. În cele din urmă, în 1942, nu au rămas decât șase echipe (Montreal Canadiens (10), Detroit Red Wings (5),Toronto Maple Leafs (9), Chicago Black Hawks (1), Boston Bruins și New York Rangers) care și-au disputat Cupa Stanley pentru următoarele 25 de sezoane (în paranteză este trecut numărul titlurilor câștigate în cei 25 de ani). Din 1967, NHL s-a extins continuu, iar din sezonul 2021-2022, 32 de francize sunt prezente, 7 din Canada și 25 din Statele Unite. 

## Structură
Liga națională de hochei (de aici înainte denumită NHL) este o asociație sportivă profesionistă nord-americană ce reunește francizele de hochei pe gheață din America de Nord. NHL organizează o competiție anuală de hochei pe gheață între diferitele sale francize care au ajuns la un număr de 32 începând cu sezonul 2021-2022. Competiția se desfășoară în două părți: un sezon regulat din octombrie până în aprilie, urmat de faze eliminatorii, între aprilie și iunie.
Cele 32 de francize sunt împărțite în două conferințe, Conferința de Est și Conferința de Vest, fiecare cu câte 16 componente. În cadrul conferințelor, echipele sunt din nou împărțite în două divizii, diviziile Atlantic și Metropolitan, în Est, și Pacific și Centrală, în Vest. 
| Conferința de Vest   | Conferința de Vest  | Conferința de Est   | Conferința de Est     |
| Divizia Pacific      | Divizia Centrală    | Divizia Atlantic    | Divizia Metropolitană |
| -------------------- | ------------------- | ------------------- | --------------------- |
| Anaheim Ducks        | Arizona Coyotes     | Boston Bruins       | Carolina Hurricanes   |
| Calgary Flames       | Chicago Blackhawks  | Buffalo Sabres      | Columbus Blue Jackets |
| Edmonton Oilers      | Colorado Avalanche  | Detroit Red Wings   | New Jersey Devils     |
| Los Angeles Kings    | Dallas Stars        | Florida Panthers    | New York Islanders    |
| San Jose Sharks      | Minnesota Wild      | Montreal Canadiens  | New York Rangers      |
| Seattle Kraken       | Nashville Predators | Ottawa Senators     | Philadelphia Flyers   |
| Vancouver Canucks    | St. Louis Blues     | Tampa Bay Lightning | Pittsburgh Penguins   |
| Vegas Golden Knights | Winnipeg Jets       | Toronto Maple Leafs | Washington Capitals   |

Fiecare echipă joacă 82 de meciuri în sezonul regulat, 41 de meciuri pe teren propriu și 41 de meciuri în deplasare, după cum urmează:
- 26 contra echipelor din aceeași divizie: 4 împotriva a cinci dintre adversare, 3 împotriva celorlalte două componente,
- 24 contra celorlalte opt echipe din aceeași Conferință: câte 3 meciuri împotriva fiecărei echipe din cealaltă divizie
- 32 contra echipelor din cealaltă conferință: 2 meciuri împotriva fiecărei echipe, unul acasă, unul în deplasare[2]

Se acordă două puncte pentru o victorie, un punct pentru înfrângere în prelungiri sau la loviturile de departajare și nici un punct pentru înfrângere în timpul regulamentar (înainte de prelungiri). La sfârșitul sezonului regulat, echipa care termină pe primul loc în divizie este declarată campioana diviziei, iar echipa care are cel mai mare număr de puncte din întreaga ligă, primește Trofeul Președinților. Din 2014, primele trei locuri din fiecare divizie se califică automat pentru faza eliminatorie. Pentru celelalte patru locuri se acordă wild cards (câte două în fiecare conferință), echipelor cu cel mai mare punctaj după cele șase deja calificate.
În faza eliminatorie (care se joacă pentru început între echipele din aceeași conferință), echipele dispută serii de meciuri pentru a accede în turul următor, după sistemul cel mai bun din șapte meciuri: prima echipă care câștigă patru meciuri se califică, dar nu se joacă mai mult de șapte meciuri. Pentru primul tur al fazei eliminatorii, numit sferturi de finală pe conferință, campioana diviziei cu cele mai multe puncte joacă împotriva echipei care a primit wild card cu cel mai mic punctaj din conferință, iar cealaltă campioană de divizie joacă împotriva echipei care a primit wild card cu cel mai mare punctaj. Echipele de pe locurile doi și trei se înfruntă între ele. În turul al doilea, echipa cu cel mai mare punctaj rămasă în competiție joacă împotriva echipei cu cel mai mic punctaj, iar cea de a doua semifinală din conferință se joacă între echipele rămase. Învingătoarele din turul al doilea al fazei eliminatorii joacă finala pe conferință, iar câștigătoarele celor două finale și dispută Cupa Stanley.

## Istoric

### Anii de început
Liga Națională de Hochei a fost înființată în 1917 ca succesor al Asociației Naționale de Hochei (ANH). Fondată de Ambrose O'Brien în 1909, ANH și-a disputat primul sezon în 1910 cu șapte echipe din Ontario și Quebec și a fost una din primele ligi majore în hocheiul profesionist. În timpul celui de-al optulea sezon, o serie de dispute cu proprietarul celor de la Toronto Blueshirts, Eddie Livingstone, i-a făcut pe proprietarii celorlalte echipe, Montreal Canadiens, Montreal Wanderers, Ottawa Senators și Quebec Bulldogs să se întâlnească la Hotelul Windsor din Montreal pentru a discuta despre viitorul ligii. Întrucât regulamentul NHA nu le permitea să îl elimine pe Linvingstone, cele patru echipe au votat în schimb suspendarea NHA, iar pe 26 noiembrie 1917, au format Liga Națională de Hochei. Frank Calder a fost ales președinte, rămânând în funcție până la moartea sa în 1943.
Primul sezon din NHL este cel din 1917-1918, an în care Toronto Arenas, echipa nou creată câștigă prima Cupă Stanley din istoria NHL. Sezonul este împărțit în două părți, Montreal Canadiens câștigând prima parte, în timp ce Toronto Arenas a câștigat partea a doua. Totuși, sezonul a fost destul de rocambolesc: după câteva meciuri, patinoarul celor de la Wanderers a fost distrus într-un incendiu ducând astfel la dispariția echipei. Bulldogs nu au putut lua startul sezonului. În finala NHL, Toronto a câștigat cu 10 la 7 și a acces în finala Cupei Stanley, unde Arenas a întâlnit și învins pe cei de la Vancouver Millionaires din liga concurentă, Asociația de hochei a Coastei Pacificului.
Chiar dacă debutul ligii este unul dificil, din punct de vedere financiar, echipele din NHL sunt performante pe gheață obținând 8 victorii în Cupa Stanley în primele nouă sezoane. În anul 1919, după 5 meciuri, scorul era 2-2, unul din meciuri încheindu-se la egalitate. A șasea întâlnire era prevăzută pentru 1 aprilie 1919, dar pandemia de gripă spaniolă a dus la anularea meciului întrucât mai mulți jucători se îmbolnăviseră. Patru zile mai târziu, unul din jucătorii celor de la Canadiens, Joe Hall, a decedat. A fost prima dată în istoria NHL când Cupa Stanely nu a fost acordată.
În mod ironic, mai multe idei de-ale lui Livingstone au fost adoptate atunci când aceste nu mai făcea parte din rândul președinților ligii, un exemplu fiind acela al împărțirii sezonului în două părți. Mai târziu, George Kendall, președintele celor de la Montreal Canadiens, a declarat că fără Linvingstone NHL nu ar fi fost niciodată o ligă adevărată.
În 1924, NHL începe să se extindă în Statele Unite, o dată cu crearea celor de la Boston Bruins prima franciză americană, apoi a doua și a treia în 1925, prin Pittsburgh Pirates și New York Americans încheind în cele din urmă cu Detroit Cougars (Detroit Red Wings în prezent) și Chicago Black Hawks. În acest timp, doar două echipe canadiene noi s-au alăturat NHL, Montreal Maroons și Hamilton Tigres (ambele dispărute). Cei de la Maroons au fost creați pentru a oferi publicului anglofon din Montreal o echipă pe care să o susțină, dar și pentru a crea o rivalitate cu Montréal Canadiens.

## Finalistele Cupei Stanley
În tabelul de mai jos, echipele sunt ordonate după numărul de prezențe în finala NHL, apoi după numărul de trofee câștigate și în cele din urmă în ordine alfabetică. În coloana „Prezențe”, anii îngroșați reprezintă câștigarea Cupei Stanley.
| Finale | Echipa                 | Victorii | Înfrângeri | Sezoane |
| ------ | ---------------------- | -------- | ---------- | --- |
| 35[a]  | Montreal Canadiens     | 24       | 10[a]      | 1916, 1917, 1919[a], 1924, 1925, 1930, 1931, 1944, 1946, 1947, 1951, 1952, 1953, 1954, 1955, 1956, 1957, 1958, 1959, 1960, 1965, 1966, 1967, 1968, 1969, 1971, 1973, 1976, 1977, 1978, 1979, 1986, 1989, 1993, 2021 |
| 24     | Detroit Red Wings      | 11       | 13         | 1934, 1936, 1937, 1941, 1942, 1943, 1945, 1948, 1949, 1950, 1952, 1954, 1955, 1956, 1961, 1963, 1964, 1966, 1995, 1997, 1998, 2002, 2008, 2009                                                                      |
| 21     | Toronto Maple Leafs[b] | 13       | 8          | 1918, 1922, 1932, 1933, 1935, 1936, 1938, 1939, 1940, 1942, 1945, 1947, 1948, 1949, 1951, 1959, 1960, 1962, 1963, 1964, 1967                                                                                        |
| 20     | Boston Bruins          | 6        | 14         | 1927, 1929, 1930, 1939, 1941, 1943, 1946, 1953, 1957, 1958, 1970, 1972, 1974, 1977, 1978, 1988, 1990, 2011, 2013, 2019                                                                                              |
| 13     | Chicago Blackhawks[c]  | 6        | 7          | 1931, 1934, 1938, 1944, 1961, 1962, 1965, 1971, 1973, 1992, 2010, 2013, 2015 |
| 11     | New York Rangers       | 4        | 7          | 1928, 1929, 1932, 1933, 1937, 1940, 1950, 1972, 1979, 1994, 2014 |
| 9      | Edmonton Oilers        | 5        | 4          | 1983, 1984, 1985, 1987, 1988, 1990, 2006, 2024, 2025 |
| 8      | Philadelphia Flyers    | 2        | 6          | 1974, 1975, 1976, 1980, 1985, 1987, 1997, 2010 |
| 6      | Pittsburgh Penguins    | 5        | 1          | 1991, 1992, 2008, 2009, 2016, 2017 |
| 5      | Ottawa Senators        | 4        | 1          | 1915, 1920, 1921, 1923, 1927 |
| 5      | New York Islanders     | 4        | 1          | 1980, 1981, 1982, 1983, 1984 |
| 5      | New Jersey Devils      | 3        | 2          | 1995, 2000, 2001, 2003, 2012 |
| 5      | Tampa Bay Lightning    | 3        | 2          | 2004, 2015, 2020, 2021, 2022 |
| 5      | Dallas Stars[d]        | 1        | 4          | 1981, 1991, 1999, 2000, 2020 |
| 4      | Florida Panthers       | 2        | 2          | 1996, 2023, 2024, 2025 |
| 4      | Vancouver Millionaires | 1        | 3          | 1915, 1918, 1921, 1922 |
| 4      | St. Louis Blues        | 1        | 3          | 1968, 1969, 1970, 2019 |
| 3      | Colorado Avalanche     | 3        | 0          | 1996, 2001, 2022 |
| 3      | Montreal Maroons       | 2        | 1          | 1926, 1928, 1935 |
| 3      | Los Angeles Kings      | 2        | 1          | 1993, 2012, 2014 |
| 3[a]   | Seattle Metropolitans  | 1        | 1[a]       | 1917, 1919[a], 1920 |
| 3      | Calgary Flames         | 1        | 2          | 1986, 1989, 2004 |
| 3      | Vancouver Canucks      | 0        | 3          | 1982, 1994, 2011 |
| 2      | Victoria Cougars       | 1        | 1          | 1925, 1926 |
| 2      | Carolina Hurricanes    | 1        | 1          | 2002, 2006 |
| 2      | Anaheim Ducks[e]       | 1        | 1          | 2003, 2007 |
| 2      | Washington Capitals    | 1        | 1          | 1998, 2018 |
| 2      | Vegas Golden Knights   | 1        | 1          | 2018, 2023 |
| 2      | Buffalo Sabres         | 0        | 2          | 1975, 1999 |
| 1      | Portland Rosebuds      | 0        | 1          | 1916 |
| 1      | Edmonton Eskimos       | 0        | 1          | 1923 |
| 1      | Calgary Tigers         | 0        | 1          | 1924 |
| 1      | Ottawa Senators[f]     | 0        | 1          | 2007 |
| 1      | San Jose Sharks        | 0        | 1          | 2016 |
| 1      | Nashville Predators    | 0        | 1          | 2017 |

Note
- a Montreal Canadiens și Seattle Metropolitans au incluse și finala din 1919 care nu s-a mai disputat din cauza  Epidemiei de gripă spaniolă. Nu este considerată nici victorie, nici înfrângere pentru vreuna dintre echipe.
- b Franciza cunoscută astăzi ca Toronto Maple Leafs a câștigat cupa în 1918 sub numele Toronto Hockey Club[5] (scris ulterior pe Cupa Stanley ca Toronto Arenas în 1947)
- c Chicago Blackhawks era cunsocută sub numele Chicago Black Hawks până în sezonul 1986–87.
- d Dallas Stars include și seriile pierdute sub numele Minnesota North Stars.
- e Anaheim Ducks include și seria pierdută sub numele Mighty Ducks of Anaheim.
- f Actuala Ottawa Senators, înființată în 1992, este diferită de Ottawa Senators din perioada 1883–1934.

## Legături externe
- en  Site-ul oficial al competiției